# Impuesto de Actos Jurídicos Documentados
El Impuesto de Actos Jurídicos Documentados (AJD) es un impuesto que grava los actos jurídicos documentados en España.

## Documentos notariales
Por el concepto documentos notariales se gravan las escrituras, actas, copias y testimonios notariales. Este impuesto comprende una cuota fija y una cuota variable: 
- La cuota fija refleja la necesidad de que los documentos notariales se extiendan en papel timbrado.
- La cuota variable se aplica a las escrituras que tengan como objeto cantidad o cosa valuable y que sean inscribibles en los Registros de la Propiedad, Mercantil o Industrial (Patentes y marcas) y de Bienes Muebles. El devengo se produce en el momento de la formalización del documento.

### Tipo de gravamen
En la cuota fija, 0,30 euros por pliego o 0,15 por folio, a elección del fedatario. En la cuota variable se aplicará el tipo aprobado por cada Comunidad Autónoma, subsidiariamente el 0,50%.

## Documentos mercantiles
Deberá abonarse este concepto por el libramiento, emisión o expedición de documentos mercantiles que cumplan la función de giro o incorporen un crédito susceptible de ser endosado o transmitido: 
- Letras de cambio, resguardos o certificados de depósito transmisibles, documentos que realicen la función de giro como pagarés cambiarios, cheques a la orden u objeto de endoso.
- Los pagarés, bonos, obligaciones y demás títulos análogos emitidos en serie, por plazo no superior a 18 meses, representativos de capitales ajenos.

El tributo se devenga con la expedición, emisión o libramiento del documento.

## Documentos administrativos
- Rehabilitación y transmisión de grandezas y títulos nobiliarios por cesión o sucesión. Se grava mediante la aplicación de una escala.
- Anotaciones preventivas en los Registros Públicos, cuando tengan por objeto un derecho o interés valuable y no vengan ordenadas de oficio por la autoridad judicial

El tipo es el 0,50 por ciento sobre la base imponible.